# Oligoaeschna speciosa
Oligoaeschna speciosa är en trollsländeart som beskrevs av Karube 1998. Oligoaeschna speciosa ingår i släktet Oligoaeschna och familjen mosaiktrollsländor. IUCN kategoriserar arten globalt som otillräckligt studerad. Inga underarter finns listade i Catalogue of Life.